# Czwórnik gniazdowy
Czwórnik gniazdowy – element złączny stosowany w napędach i układach hydraulicznych wysokociśnieniowych maszyn oraz urządzeń górniczych. w celu połączenia za sobą przewodów/węży hydraulicznych lub przewodów hydraulicznych z innym elementem danego sterowania. 
Czwórnik gniazdowy składa się z czterech symetrycznych względem siebie przyłączy gniazdowych posiadających złącza szybkiego montażu, które umożliwiają sprawny i szybki montaż lub demontaż wybranego systemu hydraulicznego. Ze względu na swoją budowę element ten używany jest do wykonywania niestandardowych połączeń między poszczególnymi sekcjami w układzie. Wykonany jest ze stali automatowej A10X dostosowanej do pracy w warunkach silnych obciążeń. 
Czwórnik gniazdowy podlega pod grupę elementów złącznych hydrauliki sterowniczej i musi spełniać wymagania normy PN-G-32000:2011, w której określono jego wymiary, materiał wykonania, parametry wytrzymałościowe oraz proces produkcji. Jednym z nich jest wymóg wyboru materiału litego (bez użycia techniki spawalniczej). Rozmiary czwórników gniazdowych występują w średnicach nominalnych DN 6, 10, 12, 19, 25, 31, 38, 51, 63.